# Concierto para trompa n.º 3 (Mozart)

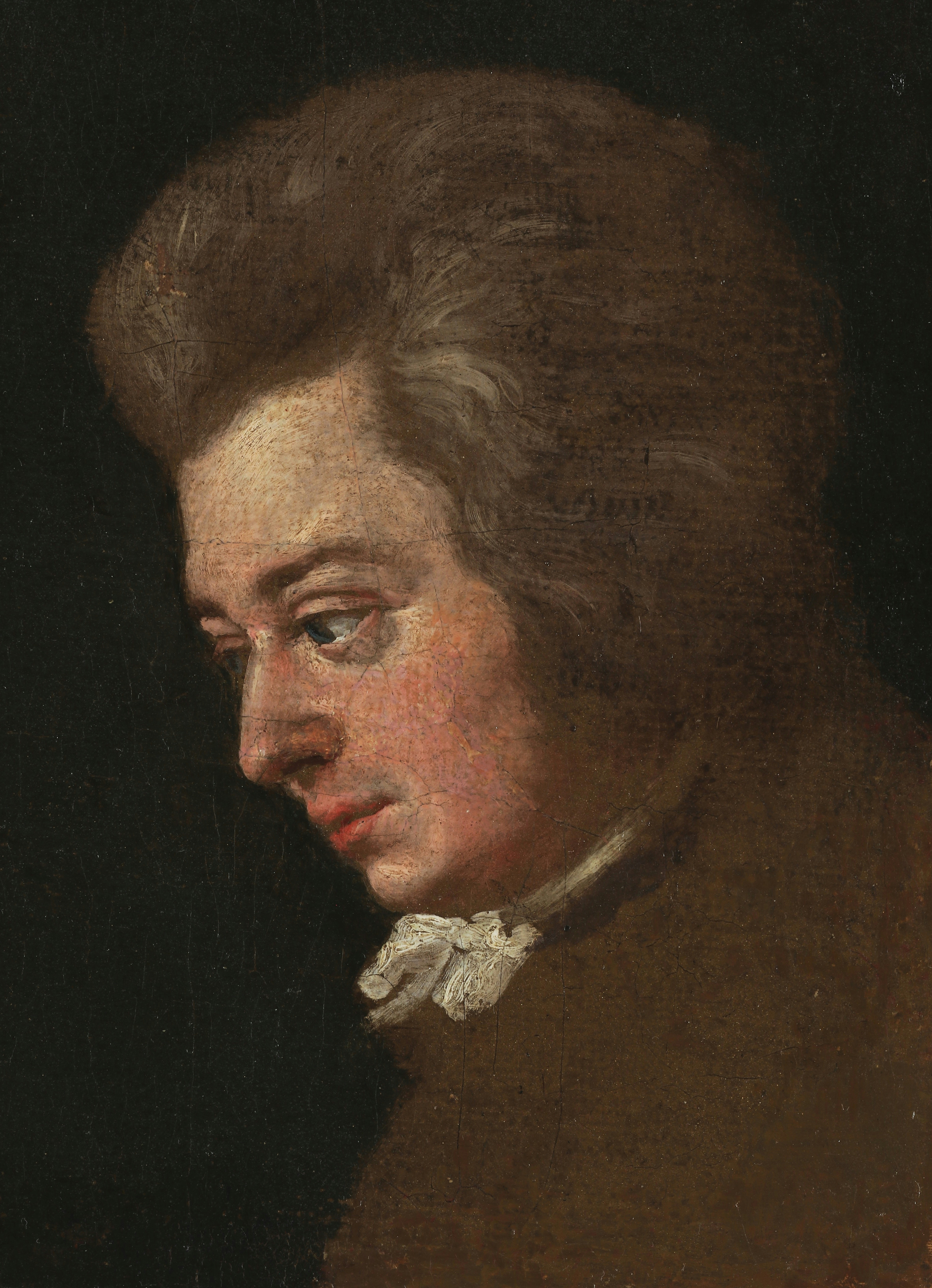
Retrato inacabado de Mozart por Joseph Lange, entre 1782 y 1783.

El Concierto para trompa n.º 3 en mi bemol mayor, K. 447, de Wolfgang Amadeus Mozart fue completado entre 1784 y 1787, durante su primeros años en Viena.

## Origen
La composición fue escrita como gesto amistoso para el trompa Joseph Leutgeb (su nombre es mencionado varias veces en la partitura), y Mozart probablemente no lo consideró particularmente importante, ya que no lo incluyó en el catálogo personal de sus obras.
La partitura autógrafa se conserva en la actualidad en la Biblioteca Británica de Londres.

## Instrumentación
El concierto está escrito para dos clarinetes en si bemol, dos fagotes, trompa solista en mi bemol y cuerdas.

## Estructura
Consta de tres movimientos:
- I. Allegro (4/4).
- II. Romance (Larghetto) (4/4).
- III. Rondó (6/8).

Este concierto "tiene clarinetes además de fagotes y cuerda como acompañamiento. Estos aportan calidez y luz coloreando y haciendo más atractiva la obra, y a pesar del audaz soporte, acompañan a los fagotes en muchas frases típicas."

## Discografía
Dada su duración (no más de 15 minutos), el Concierto se agrupa habitualmente con los otros tres conciertos para el instrumento. La versión más importante es la de Dennis Brain (noviembre de 1953), registrada para la casa EMI con la Orquesta Philharmonia de Londres, bajo la dirección de Herbert von Karajan.
El CD del sello Naxos Records "Complete Works for Horn & Orchestra" (en español, Obras completas para trompa y orquesta) incluye, además de los conciertos, tres rondós para trompa y orquesta completados por musicólogos.
William Purvis ha grabado el n.º 3 y el n.º 2, KV 417, con la Orpheus Chamber Orchestra para la casa Deutsche Grammophon, en un disco que incluye también el Concierto para oboe (KV 314) de Mozart, y el Concierto para fagot (KV 191). Como los otros dos solistas, Purvis improvisó su propia cadenza para los dos conciertos para trompa del disco.
Fred Rizner ha grabado este concierto junto con el n.º 4 (KV 495), con la English Chamber Orchestra, bajo la dirección de José Luis García Asensio en un disco que también incluye el Concierto para clarinete (KV 622) (con el clarinetista Joaquín Valdepeñas).